# EchoStar 9
EchoStar 9 (oder auch EchoStar IX) ist ein kommerzieller Kommunikationssatellit des Satellitenbetreibers EchoStar. Er beherbergt außerdem eine Transpondernutzlast der Intelsat, bekannt unter Galaxy 23 (vormals Telstar 13, Intelsat Americas 13 oder IA-13).

## Missionsdaten
Space Systems/Loral baute den Satelliten auf Basis ihres SSL-1300-Satellitenbusses. Die Hauptnutzlast, 32 Ku-Band- und 2 Ka-Band-Transponder, gehören EchoStar und werden unter dem Namen EchoStar 9 betrieben. Die Sekundärnutzlast, 24 C-Band-Transponder, sollten ursprünglich für Loral Skynet senden und besaßen die Bezeichnung Telstar 13. Im Juli 2003 gab Loral bekannt, dass die Zweitnutzlast an Intelsat verkauft worden war. Intelsat nannten ihre Nutzlast zuerst Intelsat Americas 13, benannten sie jedoch später in Galaxy 23 um.
Der Satellit besitzt eine geplante Lebensdauer von 15 Jahren und wird durch Solarmodule und Batterien mit Strom versorgt. Des Weiteren ist er dreiachsenstabilisiert und wiegt ca. 4,7 Tonnen.

## Missionsverlauf
EchoStar 9 wurde am 8. August 2003 mit einer Zenit-3-Trägerrakete von der Odyssey-Startplatform im Pazifik in einen geostationären Transferorbit gebracht. Von dort aus erreichte er seine geosynchrone Umlaufbahn durch Zünden seines Bordmotors, wo er bei 123° West stationiert wurde. Er kann in Nordamerika, Hawaii und der Karibik empfangen werden.